# Toura, déesse de la jungle
Pour plus de détails, voir Fiche technique et Distribution.

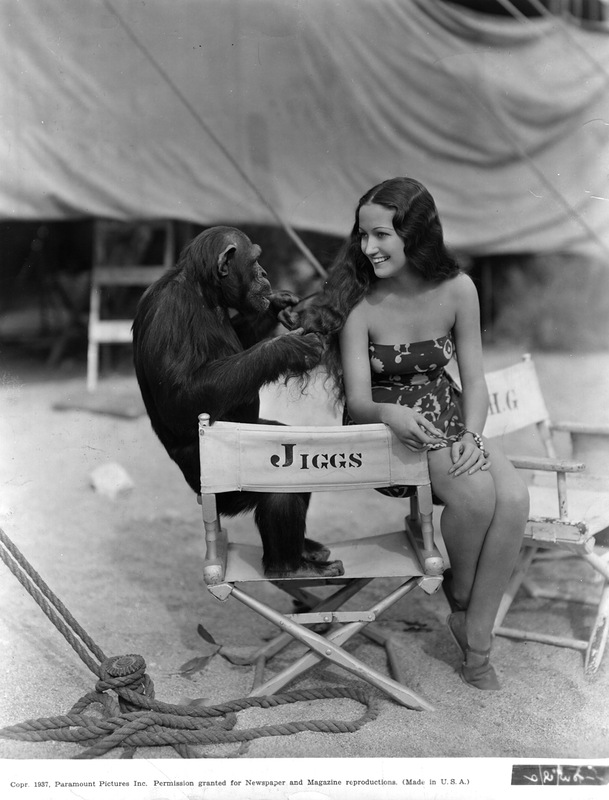
Dorothy Lamour sur le tournage du film

Toura, déesse de la jungle (Her Jungle Love) est un film américain réalisé par George Archainbaud, sorti en 1938.

## Synopsis
À la suite d'un crash d’avion, l’aviateur Bob Mitchell et son mécanicien Jimmy Wallace se retrouvent sur une île du Pacifique. Ils ont échappé à la mort grâce à Toura, une belle jeune fille, vivant seule avec un chimpanzé et un tigre Meewa. Toura est considérée comme une déesse par les indigènes des îles voisines. Ils font la connaissance de la jeune fille très ignorante des coutumes civilisées, Bob tombant sous son charme lui enseigne même comment embrasser. 
Prêts à quitter l’île sur un radeau de fortune, ils sont attaqués et capturés par les cruels adorateurs du dieu Crocodile dirigés par un prêtre dément nommé Kuasa. Tous les blancs sont devenus ses ennemis mortels depuis qu’une Anglaise a rejeté une fois son amour, et qu'il s’est vengé d'elle en kidnappant sa fille Toura qu’il a installée dans l’île. Voyant que Toura veut partir, Kuasa veut la sacrifier avec ses nouveaux amis au dieu crocodile quand le volcan se met en éruption et détruit Kuasa et ses hommes. Bob, Jimmy et Toura rencontrent sur la plage des sauveteurs dans lesquels se trouve Eleanor, la fiancée de Bob. 
Bob, épris de Toura doit maintenant choisir entre elle et sa fiancée.

## Fiche technique
- Titre : Toura, déesse de la jungle
- Titre original : Her Jungle Love
- Réalisation : George Archainbaud
- Scénario : Lillie Hayward, Joseph Moncure March et Eddie Welch d'après une histoire de Gerald Geraghty
- Production : George M. Arthur
- Société de production : Paramount Pictures
- Musique : Gregory Stone
- Photographie : Ray Rennahan, Devereaux Jennings (associé)
- Montage : Hugh Bennett
- Direction artistique : Hans Dreier et A. Earl Hedrick
- Costumes : Edith Head
- Pays de production : États-Unis
- Langue : anglais
- Format : Couleur Technicolor - Son : Mono (Western Electric Mirrophonic Recording)
- Genre : Film d'aventure
- Durée : 81 minutes
- Date de sortie :
  - États-Unis : 15 avril 1938

## Distribution
- Dorothy Lamour (VF : Colette Broïdo) : Toura
- Ray Milland : Bob Mitchell
- Lynne Overman : Jimmy Wallace
- J. Carrol Naish : Kuasa
- Virginia Vale : Eleanor Martin
- Jonathan Hale : J. C. Martin
- Archie Twitchell : Roy Atkins
- Edward Earle : Capitaine Avery
- Sonny Chorre : Garde
- Tony Urchel : Garde
- Richard Denning : Pilote